# 藕塘镇 (定远县)
藕塘镇，是中华人民共和国安徽省滁州市定远县下辖的一个乡镇级行政单位。

## 行政区划
藕塘镇下辖以下地区：
下马埠社区、街道新村、回民村、塔山村、马刘村、冉周村、大杨村、大徐村、仁和村、崇山村、大谢村、下马村、川心村、祠山村、朱集村、南店村、大梅村和周王村。